# Yvonne Hornack

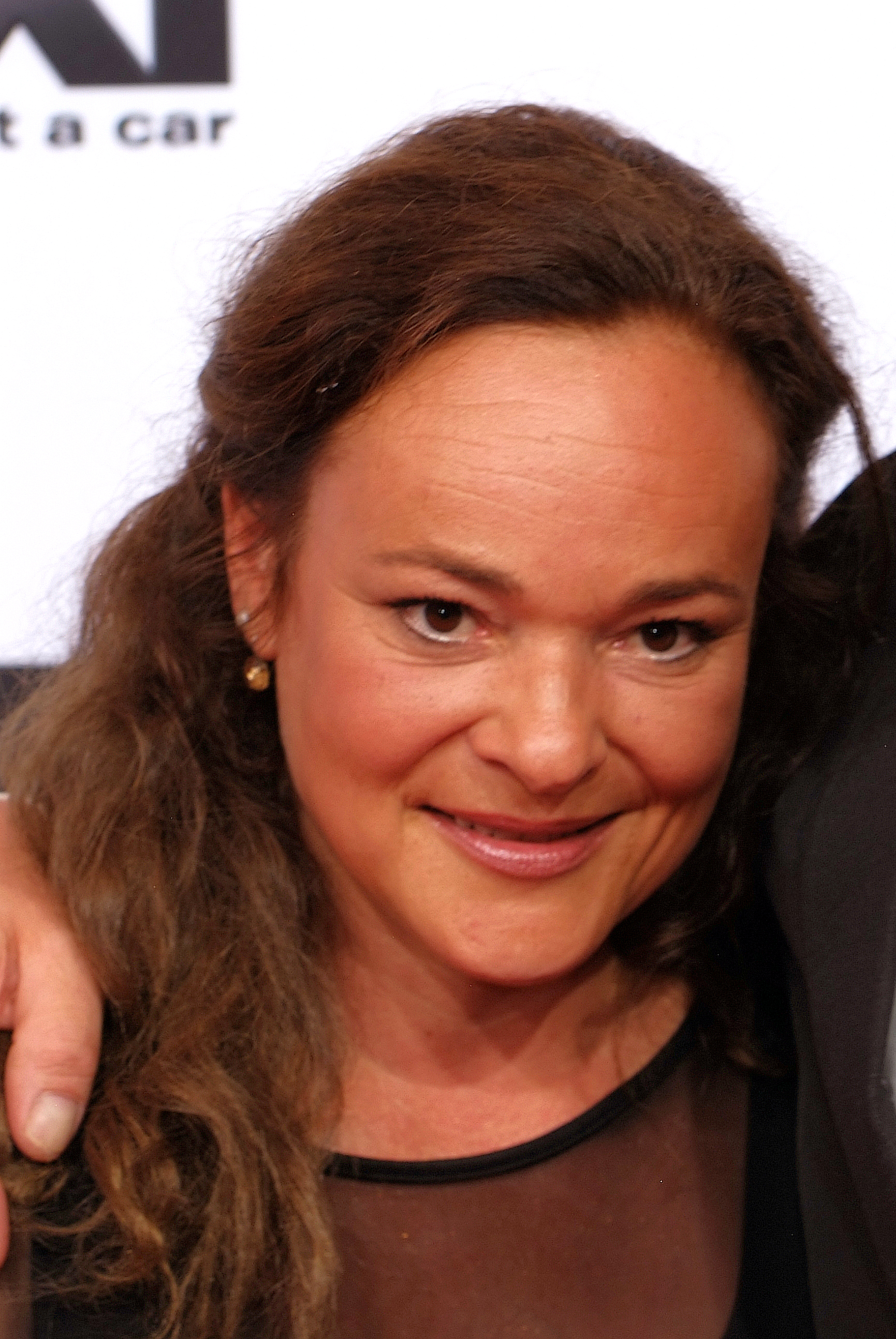
Yvonne Hornack 2012

Yvonne Hornack (* 9. August 1970) ist eine deutsche Schauspielerin.
Hornack absolvierte das Abitur und besuchte danach die Hochschule für Schauspielkunst „Ernst Busch“ Berlin. Sie wirkte bisher in zahlreichen Fernsehproduktionen sowie Theateraufführungen mit. Yvonne Hornack war unter anderem  in den Fernsehserien Schloss Einstein, Für alle Fälle Stefanie und Im Namen des Gesetzes zu sehen. Im Kino war sie unter anderem in Stilles Land zu sehen. Sie war außerdem 2007 in der Sat.1-Telenovela Verliebt in Berlin als Peggy Refrath zu sehen.

## Filmografie

### Kino
- 1992: Stilles Land

### Fernsehen (Auswahl)
- 2000: Dir zu Liebe
- 2002: Spurlos – Ein Baby verschwindet
- 2003: Körner und Köter (Episode Wie gewonnen, so zerronnen)
- 2003: Schloss Einstein (zwei Folgen)
- 2006: Forsthaus Falkenau (Episode Falsche Angst)
- 2007: Verliebt in Berlin (Episoden Jedem Herz sein Glück, Feuer-Inferno)
- 2012–2014: Jojo sucht das Glück
- 2018: Lindenstraße